# فوزية القسيوي
فوزية القسيوي (مواليد 1 يناير 1992)، هي رياضية ألعاب قوى بارالمبية مغربية مُتخصصة في مُسابقات الرمي. فازت فوزية بالميدالية الفضية خلال مُشاركتها في مُنافسة ألعاب القوى في الألعاب البارالمبية الصيفية 2020 – رمي الجلة للنساء خلال دورة الألعاب البارالمبية الصيفية 2020 في طوكيو. كما شاركت أيضا في مُنافسات ألعاب القوى في الألعاب البارالمبية الصيفية 2020 – رمي الرمح للنساء خلال نفس الدورة.
خلال بطولة العالم لسنة 2019 في دبي، فازت فوزية بالميدالية البرونزية في مُسابقة رمي الجُلة سيدات فئة F33 ‏.

## وصلات خارجية
- فوزية القسيوي على موقع Paralympic.org (الإنجليزية)